# Corazón latino
Corazón latino è il primo album in studio del cantante spagnolo David Bisbal, pubblicato nel 2002.

## Tracce
1. Ave María – 3:31
2. Dígale – 4:24
3. Un amor que viene y va – 3:44
4. Fuiste mía – 4:04
5. Lloraré las penas – 4:00
6. Quiero perderme en tu cuerpo – 3:59
7. Como será – 3:58
8. Vuelvo a ti – 3:41
9. Por ti – 4:06
10. Por cuanto tiempo – 3:54
11. Corazón latino – 2:55